# 1917 год в науке
В 1917 году были различные научные и технологические события, некоторые из которых представлены ниже.

## Достижения человечества

### Открытия
- Эйнштейн построил первую непротиворечивую (стационарную) теорию строения Вселенной.

### Изобретения
- 2 ноября — запущен в работу первый супертелескоп (100-дюймовый телескоп Хокера) в обсерватории Маунт-Вильсон.

### Новые виды животных
- Животные, описанные в 1917 году

## Награды
- Ломоносовская премия[1]:53-108
  - В. П. Адрианова за исследование русского духовного стиха[2] и, награждённый почётным отзывом, К. А. Труш за рукопись «Словаря к начальной русской летописи по Лаврентьевскому списку»[3].
- Нобелевская премия
  - Физика — Чарлз Гловер Баркла «За открытие характеристического рентгеновского излучения элементов».
  - Химия — Премия не присуждалась
  - Физиология и медицина — Премия не присуждалась

## Родились
- 7 ноября — Клавдия Александровна Бархатова (ум. 19 января 1990), советский астроном.

## Скончались
- 8 марта — Фердинанд фон Цеппелин, немецкий пионер дирижаблей жёсткой системы.
- 31 марта — Эмиль Адольф фон Беринг, немецкий врач.
- 6 апреля — Франтишек Вымазал, чешский лингвист, полиглот.
- 27 июля — Эмиль Теодор Кохер, швейцарский хирург.
- 3 августа — Фердинанд Георг Фробениус, немецкий математик.
- 12 сентября — Отто Вильгельм Тило (ум. 1848), российский медик, анатом, ортопед и естествоиспытатель немецкого происхождения; доктор медицины[4].
- 20 декабря — Август Герман Фердинанд Карл Гоос, профессор права; ректор Копенгагенского университета.